# Emulador de console de jogos eletrônicos
Um emulador de console de jogos eletrônicos(pt-BR) ou emulador de consola de videojogos(pt-PT?) ou emulador de videogame, é um programa computacional que reproduz (emula) as funções de um console de jogos eletrônicos em outro dispositivo (computador, celular, ou console), que permite executar os jogos do console nestes dispositivos.
O uso indevido do emulador está sujeito as penalidades da lei, a maioria podem ter problemas com a lei de direito autoral como crime de pirataria.

## Características gerais
Segundo o dicionário "emular" é: "reproduzir características específicas do original", "processo de imitar o funcionamento de um sistema e programas em outro sistema".
Assim como um console trabalha lendo um cartucho, CD/DVD, ou arquivo de mídia digital, o emulador também precisa de um arquivo para trabalhar semelhante ao console que tenta emular; neste caso eles trabalham com a imagem ROM, que devem ser reproduzidos sem nenhuma modificação (nem pelo usuário nem pelo emulador).
A Imagem ROM é uma cópia em arquivo do chip de memória ROM de um cartucho de video-game; ou a cópia do firmware de um sistema embarcado ou da máquina de arcade; ou a cópia ISO do CD/DVD do jogo eletrônico.

## História

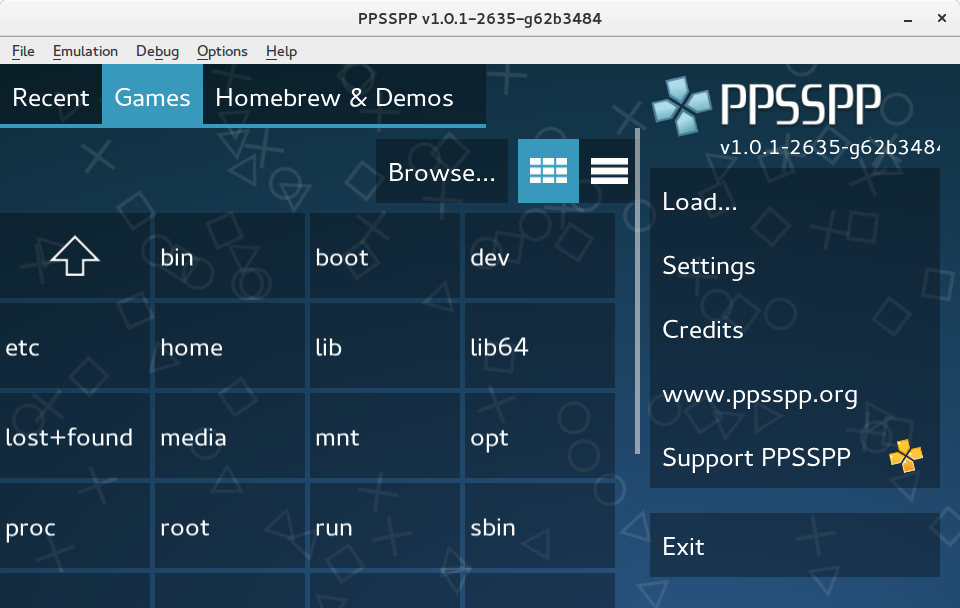
Emulador de PlayStation Portable PPSSPP.

Na metade dos anos 1990, o desempenho crescente dos computadores pessoais com a chegada do microprocessador 486 DX-4, seguido do Pentium, que permitiu que os primeiros emuladores de consoles e ROM de videojogos pudessem ser desenvolvidos. Estes tinham muitos defeitos e emulavam com falhas. Em 1994 o primeiro emulador de Atari 2600 atingiu um bom nível e iniciou-se uma corrida para emular consoles mais potentes, principalmente o NES, apesar de que muitos jogos desses consoles já podiam ser jogados no PC em sua versão comercial, portados pelas próprias produtoras. Street Fighter II e Mortal Kombat por exemplo, já tinham versões idênticas para o computador, e até mesmo superiores, aos videogames dessa época.
Em 1995 vários protótipos de emuladores NES foram feitos mas eram injogáveis - mas já era possível ouvir o som e músicas dos jogos, o que foi considerado uma grande evolução. A tarefa de emular consoles mais novos era muito difícil pois não se tinha documentação suficiente do hardware, o que motivou muitos a usar engenharia reversa, um ato ilegal mas necessário para progredir. Nesse ano, emuladores de Commodore 64, MSX e ZX Spectrum se tornaram funcionais, levando muitos jogos dessas plataformas ao PC.
Em 1996 os primeiros emuladores jogáveis de NES surgiram. Começou-se, então, a difundir ROMs pela Internet. ROMs de Mega Man e Super Mario Bros. 3 eram facilmente encontradas em FTPs. Muitas dessas ROMs era jogos em japonês que nunca foram lançados no Ocidente. Isso propiciou a muita gente jogar esses jogos pela primeira vez.
1997 é o ano chave da emulação de jogos. Os computadores com processador Pentium já estavam amplamente consolidados, com clocks de 200Mhz e instruções MMX que permitiram um grande avanço. Logo no início do ano a Bloodlust lançou o NESticle, um emulador que impressionava pela perfeição em que rodava os jogos, tornando o PC um videogame NES funcional. Iniciou-se uma corrida para emular outros consoles, entre eles o Master System que também nesse ano recebeu um emulador funcional. No meio do ano surgiram os primeiros emuladores protótipos de Super Nintendo, Mega Drive e Neo-Geo. No final do ano a Bloodlust surpreendeu mais uma vez lançando o Genecyst um emulador perfeito de Mega Drive mas que exigia uma boa máquina para rodar. No final do ano ainda surgiram projetos de emular os fliperamas através do MAME - era promissor pois os fliperamas custavam dinheiro para jogar tornando a emulação uma grande economia além de um sonho para muitos ter uma máquina dessas em casa - mas apenas alguns poucos jogos eram emulados no início.
Em 1998 os emuladores se consolidaram. Emuladores de Super Nintendo como Snes9x e ZSNES atingiram um nível muito próximo de perfeição com 90% dos jogos perfeitamente jogáveis. Nesse ano os emuladores de fliperama progrediram muito com grandes clássicos emulados como Final Fight (Callus), Shinobi (System16) e Art of Fighting (RAGE). A emulação de Neo-Geo precisava de 32 MB de RAM e impressionou muita gente.
O tempo passava e no final de 1999 a maioria dos jogos 8 bits e 16 bits eram emulados com perfeição, incluindo o Neo-Geo - O que tornou possível jogar o fliperama The King of Fighters 99 no PC no mesmo ano em que foi lançado, e sem gastar com fichas. Isso começou a incomodar muitas produtoras de jogos, que começaram a mover processos contra os programadores. Nesse ano também surgiu na Internet o primeiro emulador comercial, o VGS,  que permitia jogar PlayStation nos Macintoshs mais atuais. O emulador foi portado para PC e provou que emular sistemas atuais como PlayStation, Sega Saturn e Nintendo 64 era possível. A empresa foi processada pela Sony e fechou as portas, mas muitos emuladores alternativos surgiram após isso, progredindo gradativamente ao longo dos anos 2000 e 2001. Em 2002 já era possível jogar não só a maioria dos jogos de PSX e N64 no PC bem como muitos fliperamas em 3D. Muitos videogames antigos e pouco conhecidos também começaram a ser emulados, como 3DO, Jaguar, PC Engine e Neo-Geo CD. Com o destravamento do Xbox, dezenas desses emuladores foram portados para o console por ter uma arquitetura muito similar ao PC. Isso propiciava emular os jogos com o mesmo visual original das TVs entrelaçadas, criando um feeling real de jogar outro videogame.
Em 2003 já se questionava se era possível emular o Dreamcast. Era um grande desafio, alguns emuladores foram lançados mas nenhum deles cumpriu a tarefa. Também nesse ano se popularizaram muitos filtros gráficos de interpolação como 2xSAI, Super Eagle, hq3x. Esses filtros melhoravam bastante o aspectos dos jogos que, desenvolvidos especificamente para TVs entrelaçadas, ficavam com qualidade ruim em monitores de computador (que são progressivos). Nesse ano surgiram protótipos de emuladores de PlayStation 2, Gamecube e Xbox. Em 2004, o primeiro jogo de Gamecube emulado com perfeição, o puzzle Bust-a-Move, rodando a 60 fps, mostrava que a emulação do console era possível. Nesse ano a Microsoft planejou vários projetos para rodar o Xbox em PCs, apenas convertendo os executáveis do jogo sem necessidade de emulação. Os projetos foram todos abandonados e a emulação do console nunca teve progresso, devido a muitos jogos do console saírem também para PC. Mas o Xbox se firmou como uma grande plataforma de emulação, levando muitos fãs de emuladores a comprar o console para apreciar milhares de jogos emulados nele.
A partir 2006, os emuladores de Dreamcast Chankast e nullDC mostravam grande progresso, com grande compatibilidade e muitos jogos rodando a 30 fps, incluindo os maiores sucessos do console, como Sonic Adventure e Soul Calibur. Em 2007, a emulação do PlayStation 2 também deu um grande salto mas com uma pequena parte dos jogos emulados - muitos clássicos ainda não funcionavam e era preciso um PC de ponta para jogar satisfatoriamente. Ainda hoje, o principal emulador de PS2, o PCSX2, exige uma máquina razoavelmente potente para rodar seus jogos sem quedas anormais de frames.
Em 2008, o console Nintendo Wii demonstrou grandes avanços em sua emulação. Além de muitos clássicos jogáveis, seu emulador, batizado de Dolphin (inicialmente criado para ser um emulador de GameCube), ainda permitia que acessórios específicos e exclusivos do console, como o Wiimote, pudessem ser utilizados diretamente no PC. Posteriormente, o Dolphin ganhou versões x64 que aprimoravam seu desempenho.
Xbox 360, PlayStation 3 e Wii U já possuem seus emuladores - Respectivamente: Xenia, RPCS3 e, Cemu - Porém ainda se encontram em fase inicial de desenvolvimento (pela qual passam todos os emuladores existentes) e não possuem nada jogável até o momento. Atualmente para o PlayStation 4 estão em desenvolvimento algumas tentativas como o spine e o psOff.

### Portáteis
Em 1993, a emulação de minijogos com tela de cristal líquido e um único jogo começou onde o usuário baixava um rascunho do visor em bitmap e carregava a rom com os movimentos. Devido ao pequeno tamanho de tais jogos, era possível baixar milhares deles num único arquivo zip de alguns megabytes. Apesar de pouco divulgados, esses aparelhos foram relativamente fáceis de emular, com a maioria deles portados também para MSX.
Em 1999, a emulação de videogames portáteis começou, com o NO$GBA emulando Gameboy e Color. Alguns emuladores de Master System também já emulavam o Game Gear. Logo que saiu, em 2001, o Gameboy Advance também foi emulado.

## Arcade
- MAME
- Kawaks
- FinalBurn Alpha
- Nebula

## Consoles

### Primeira Geração 8 Bits
- Stella

### Segunda Geração 8 Bits
- Meka

### Geração 16 Bits
- Gens
- Snes9x
- ZSNES
- Kega Fusion , um dos poucos emuladores de Mega Drive que contém SOFT RESET, reset este que não apaga dicas feitas no game.

### Geração 32 Bits
- EPSXe
- Virtual Game Station

Lançado em 1999, o Virtual Game Station  (VGS) foi um emulador de Playstation desenvolvido pela Connectix originalmente para Macintosh e posteriormente portado para PC. A Connectix sofreu ações judiciais por parte da Sony, desenvolvedora do Playstation. Após algum tempo de batalhas judiciais, o emulador foi adquirido pela Sony e descontinuado. A empresa encerrou suas atividades em 2003.
Também lançado em 1999, o bleem! foi um emulador comercial de Playstation para PC desenvolvido pela bleem Company. Posteriormente ganhou uma versão para Dreamcast, chamada de bleemcast!. A Sony também moveu ações judicias contra a bleem Company. Apesar da Sony não ter vencido nenhum dos processos judiciais, os custos advocatícios, o surgimento de emuladores gratuitos e o encerramento na produção do Dreamcast fizeram com que a bleem Company terminasse suas atividades em 2001.

### Gerações posteriores
A Microsoft utiliza emulação em seu console de nova geração, o Xbox 360, para executar jogos de seu console anterior, o Xbox.
Originalmente a Sony pretendia que o Playstation 3 utilizasse emulação via software para executar jogos de Playstation 2 e Playstation. Entretanto, devido à dificuldades técnicas que surgiram em estágios finais do desenvolvimento do console, seu projeto foi reestruturado e o chip EE+GS foi integrado ao sistema. Desta maneira a primeira revisão do Playstation 3 garante a retrocompatibilidade com o sistema anterior via hardware, embora a Sony não descarte a possibilidade da remoção do chip e utilização da emulação em revisões posteriores.
A Sega também lançou um emulador de Mega Drive chamado Sega Genesis Collection para PS2 e PSP que continha várias curiosidades sobre os jogos, trailers de jogos novos e, alguns bônus que podem ser desbloqueados jogando certos jogos. Entre os bônus tem o clássico Zaxxon e outros tantos jogos.
O PlayStation 2 pode emular jogos do SNES com o Snes-Station e outros consoles como o Mega Drive com o PGEN,o Master System com o PSMS entre outros.
A Nintendo também utiliza emulação em seu novo console, chamado Wii, para emular seus consoles anteriores. O sistema também emula o Sega Mega Drive e o PC Engine/Turbografx 16, da NEC.
Batizada de Virtual Console, você pode comprar jogos dos sistemas antigos citados acima, e baixá-la para a memória interna do console, sendo possível, deletar o jogo e baixá-lo novamente mais tarde, grátis.

## Direito autoral
Os emuladores trabalham com a imagem ROM, arquivos fechados que não podem ser modificados pelo usuário e nem pelo emulador. Semelhante a um filme ou uma música não pode ser comercializada e nem modificada sem autorização do fabricante, sendo considerado crime de pirataria por infringir o direito autoral.
Se o jogador possui uma cópia original do jogo em questão; ou seja, se este possui o cartucho ou a mídia digital então possui a permissão de uso e guarda da ROM correspondente. Quando o jogador compra um produto, ele é livre para usar como quiser domesticamente (sem envolver distribuição pública).
Algumas produtoras de videogame licenciam oficialmente um emulador para funcionar como um backup de seus equipamentos antigos ou revendem este como um novo videogame.